# Všechlapy
Všechlapy är en ort i Tjeckien.   Den ligger i regionen Mellersta Böhmen, i den centrala delen av landet, 50 km öster om huvudstaden Prag. Všechlapy ligger 203 meter över havet och antalet invånare är 587.
Terrängen runt Všechlapy är platt, och sluttar söderut. Runt Všechlapy är det ganska tätbefolkat, med 108 invånare per kvadratkilometer. Närmaste större samhälle är Nymburk, 4,0 km söder om Všechlapy. Trakten runt Všechlapy består till största delen av jordbruksmark.